# Psilocybe cubensis
 Psilocybe cubensis (Franklin Sumner Earle, 1906 ex Rolf Singer, 1948) din încrengătura Basidiomycota în familia Hymenogastraceae și de genul Psilocybe, denumită în popor sub numele comun cu alte specii ciupercă halucinogenă este o specie saprofită de ciuperci halucinogene din încrengătura Basidiomycota în familia Hymenogastraceae și de genul Psilocybe. Această specie, originară din Africa tropicală, dar prim-descoperită în Cuba, este foarte răspândită în zonele calde ale lumii, incluzând Europa de Sud, unele specii precum Psilocybe semilanceata fiind prezente și în România. Se dezvoltă pe balegă, excremente de animale, de asemenea și pe sol gras, humos sau putregaiuri vegetale.
Aceste ciuperci sunt folosite atât în scopuri medicinale pentru tratarea depresiei, sindromului de stres posttraumatic, anxietății și a altor tulburări psihice și psiho-emoționale cât și în scopuri recreative datorită efectelor ce pot varia de la stări plăcute de relaxare, creativitate sporită, bucurie la stări profunde de introspecție, viziuni, halucinații, iluzii, psihoză, în funcție de doză și de modul de administrare, de persoana care le consumă, și de mediul in care acestea sunt consumate. Este foarte important de ținut cont de faptul că orice substanțe ce acționează asupra psihicului și a percepției (cofeină, alcool, cannabis, antidepresive, opioide, etc.) combinate intre ele pot avea un efect cumulativ ce poate duce la experiențe neplăcute, traumatice, sau cu un final tragic. 
Numele generic este derivat pe de o parte din cuvântul grecesc (greacă ψιλος=subțire) și pe de alta din cuvântul latin (ajustat) (latină cubensis=de proveniență cubană) pentru epitet.

## Taxonomie
În 1906, această specie a fost descrisă pentru prima oară ca Stropharia cubensis  de către micologul american Franklin Sumner Earle în Cuba.
În 1907 a fost identificată sub denumirea Naematoloma caerulescens în regiunea Tonkin de Narcisse Théophile Patouillard, descrisă în volumul 23 al jurnalului micologic Bulletin de la Société mycologique de France, în timp ce în 1941 a fost numită independent Stropharia cyanescens de William Alphonso Murrill în Florida. După ce cunoscutul micolog german Rolf Singer a dat speciei numele valabil până în prezent (2019),  a mai încercat să îmbine taxonul său cu cel al lui Patouillard, creând variația Psilocybe cubensis var. caerulescens în 1958. Aceste sinonime au fost ulterior atribuite speciei Psilocybe cubensis.

## Descriere
- Pălăria: are un diametru de aproximativ 4-7 cm (cultivată până la 10 cm), fiind inițial ușor ascuțită, în formă de clopot, apoi, la maturitate, devine din ce în ce mai aplatizată și la mijloc adesea ușor cocoșată. Cuticula este netedă, mat lucioasă și la umezeală ceva lipicioasă. Coloritul pălăriei variază între albicios, ocru-galben, galben-portocaliu până brun roșcat. dar întotdeauna ceva mai deschis spre margine.
- Lamelele: cu lameluțe intermediare stau des, fiind destul de late și sinuos aderente la picior. Coloritul, inițial ocru, schimbă în galben-maroniu, devenind în sfârșit brun-măsliniu.
- Piciorul: are o înălțime de 5-8 cm (cultivat: 15 cm) și o lățime de 0,5-1,5 cm (cultivat până la 2,5 cm), fiind plin, destul de stabil, cilindric și ușor îngroșat spre bază. Tija este albicioasă cu nuanțe ocru-gălbuie, fiind străbătută de fibre colorate ceva mai închis, la bază de culoare brun-portocalie. Poartă un inel canelat, maroniu, inițial destul de bătător la ochi, care devine din ce în ce mai subțire și de culoare aproape negricioasă.
- Carnea: este compactă, apoasă și albicioasă până la maroniu deschis. Mirosul este făinos neplăcut, cu gust dezgustător. Când  se efectuează o secțiune, își modifica culoarea la albastru în 30-60 de minute.
- Caracteristici microscopice: are spori elipsoidali până aproape ovoizi, netezi, cu o mărime de 11,5-17 x 8-11 microni. Pulberea lor este brun-măslinie până brun-purpurie. Basidiile poartă mereu 4 spori.
- Reacții chimice: nu sunt cunoscute.[3][4]

Specia cultivată este clar mai puternic dezvoltată decât cea care apare în natură. Mai departe, cuticula este de culoare mai închisă.

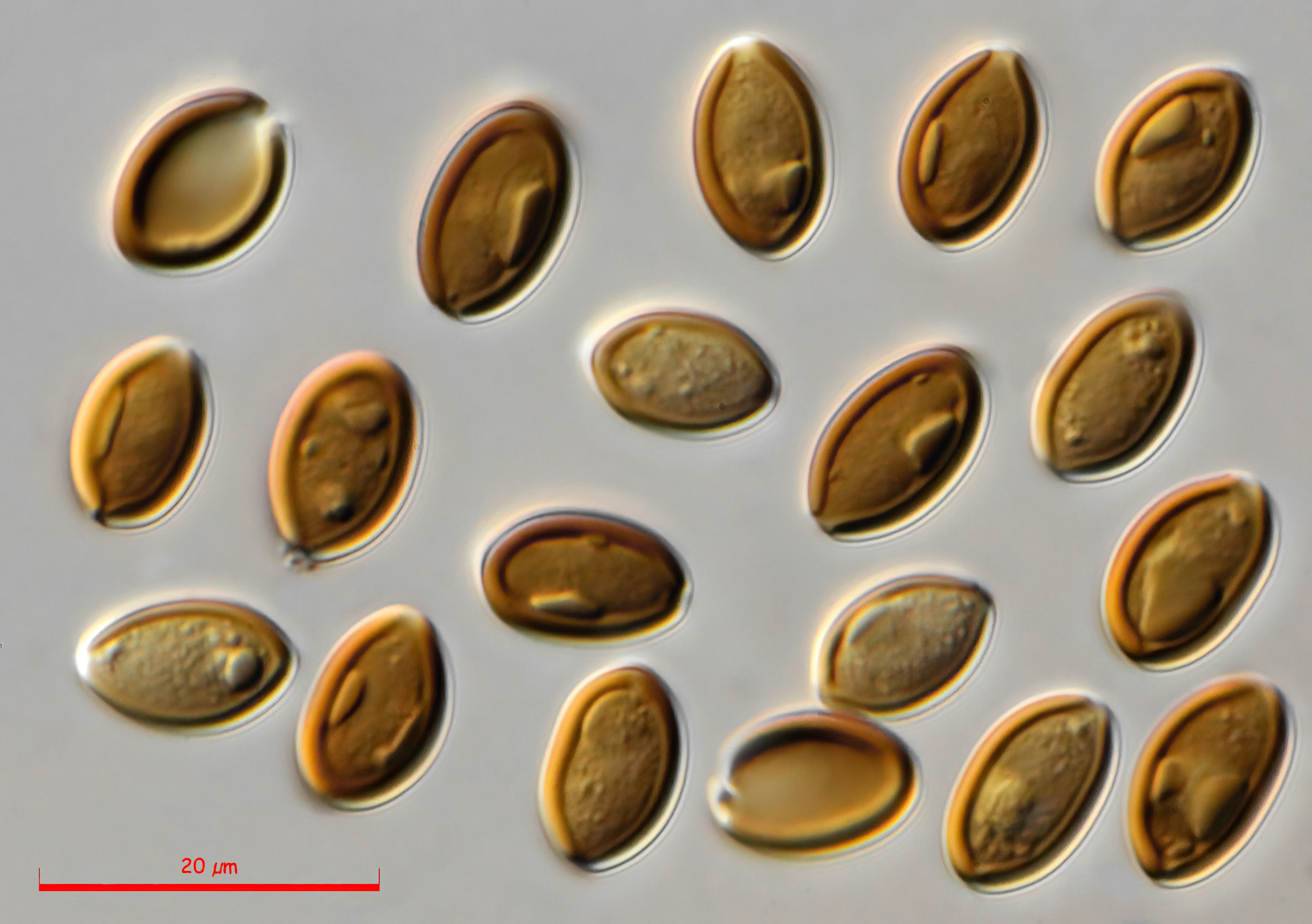
P. cubensis, spori
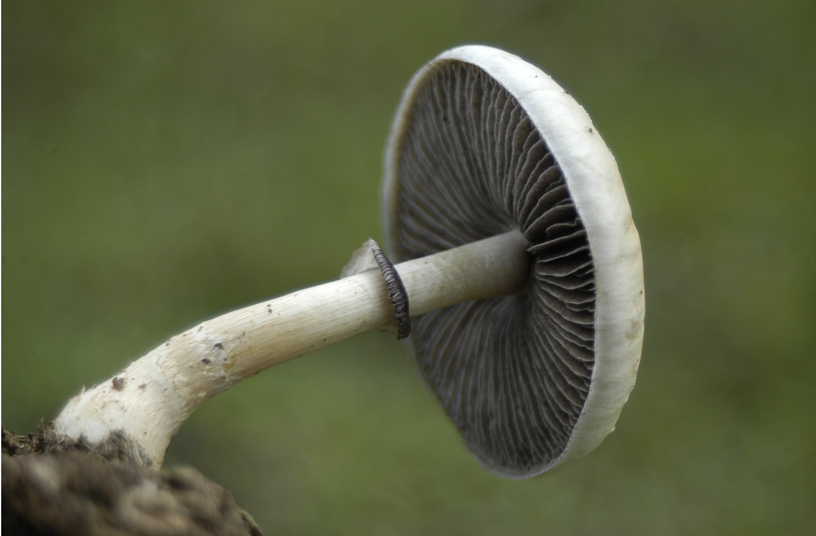
P. cubensis, lamele
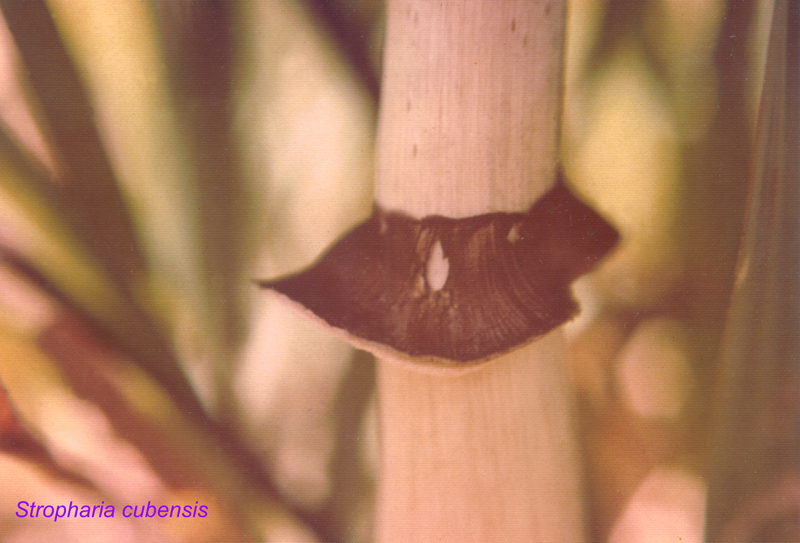
P. cubensis, inel
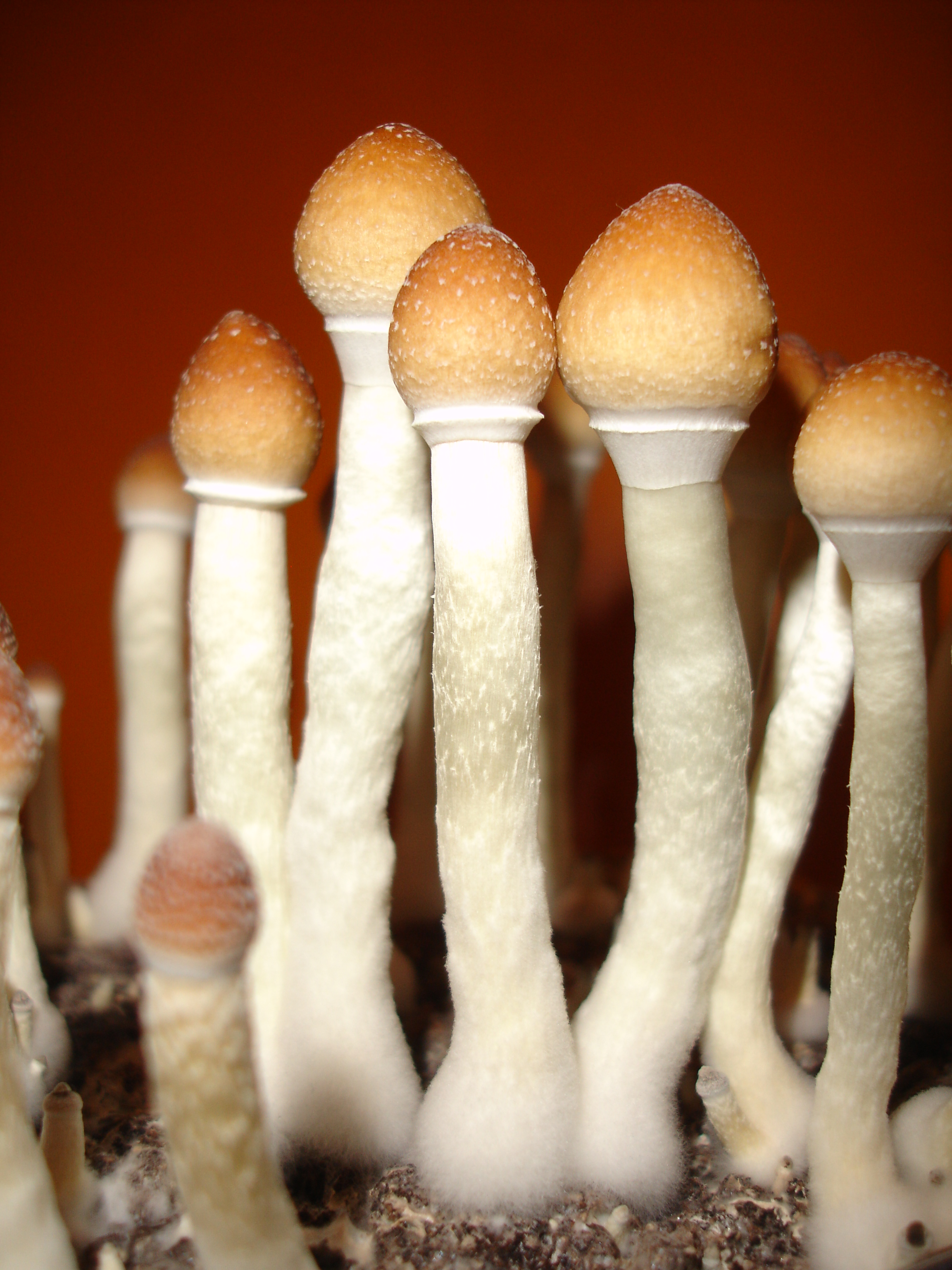
P. cubensis tinere (cultivate)
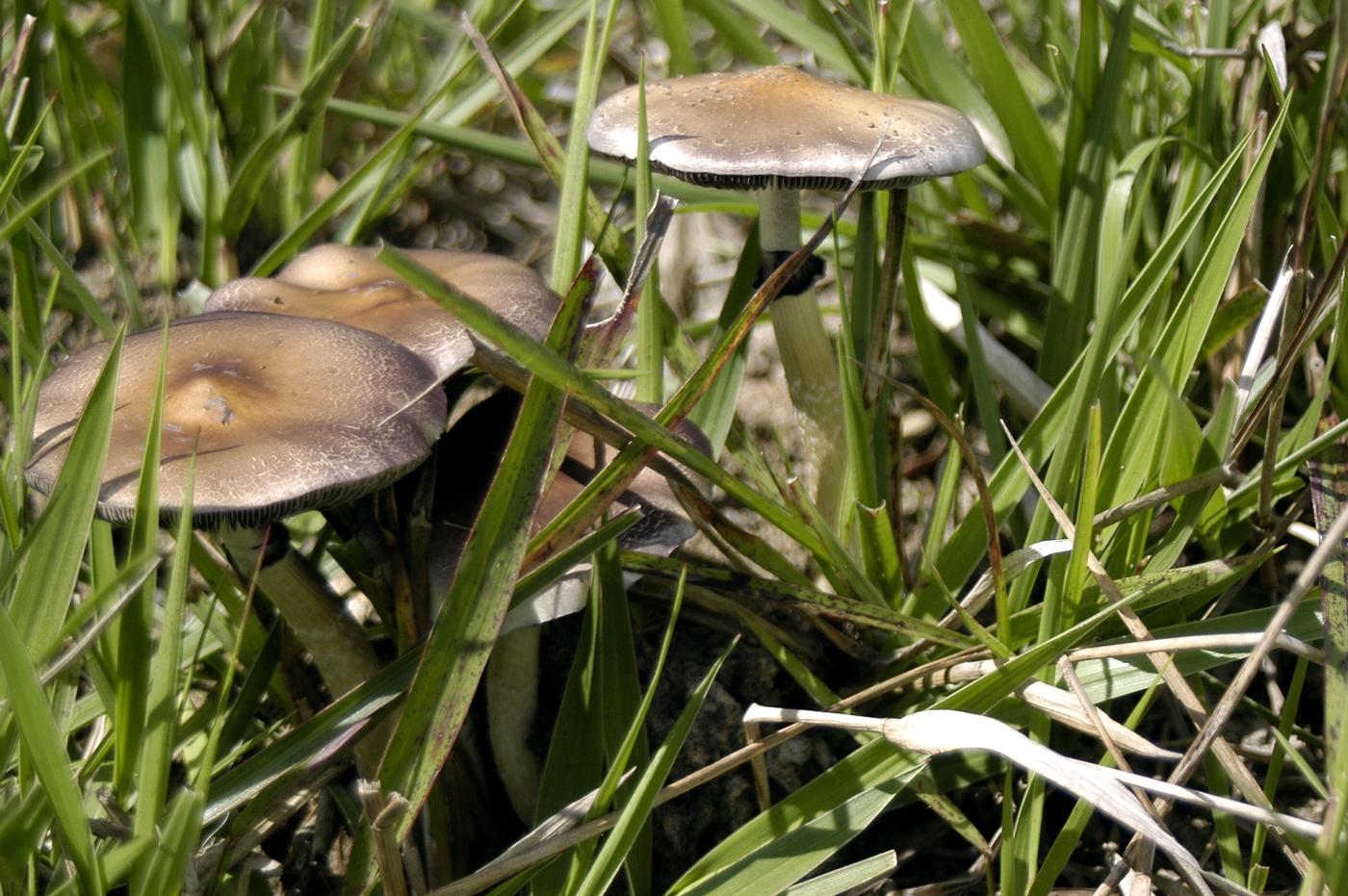
P. cubensis bătrâne

## Confuzii
Un culegător de ciuperci care nu știe de neexistența acestei specii la noi în țară, ar putea să țină următoarele soiuri pentru Psilocybe cubensis: Hebeloma crustuliniforme (otrăvitor), Panaeolus cyanescens (psihotrop), Panaeolus fimicola (psihotrop), Panaeolus guttulatus (otrăvitor), Panaeolus papilionaceus (otrăvitor), Psilocybe allenii sin. Psilocybe cyanofriscosa (psihotrop), Psilocybe bohemica sin. Psilocybe serbica (psihotrop), Psilocybe semilanceata sin. Panaeolus semilanceatus (psihotrop) precum Stropharia semiglobata sin. Protostropharia semiglobata (necomestibil) sau chiar cu mortala Galerina marginata.

## Specii asemănătoare în imagini

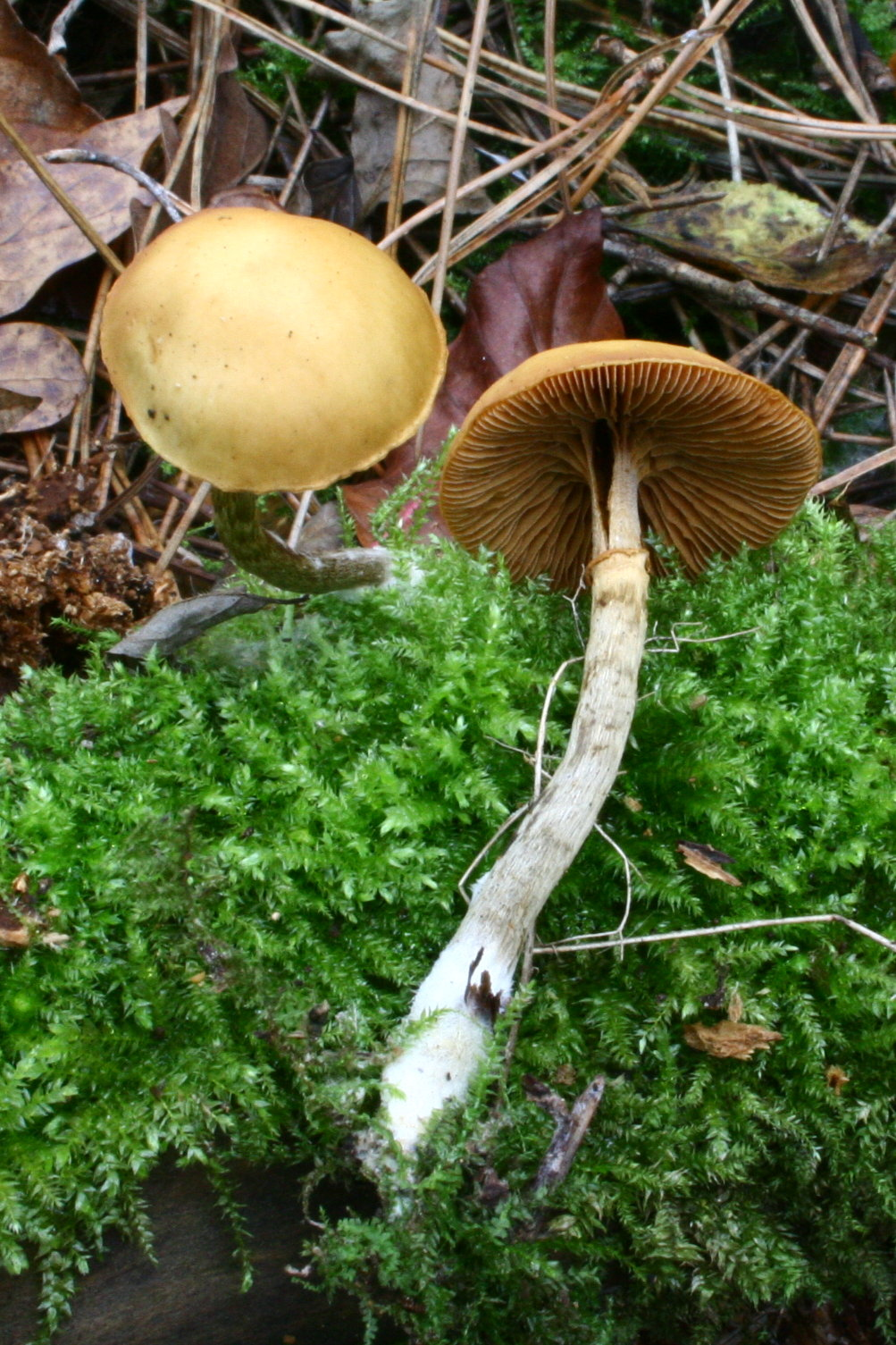
Galerina marginata
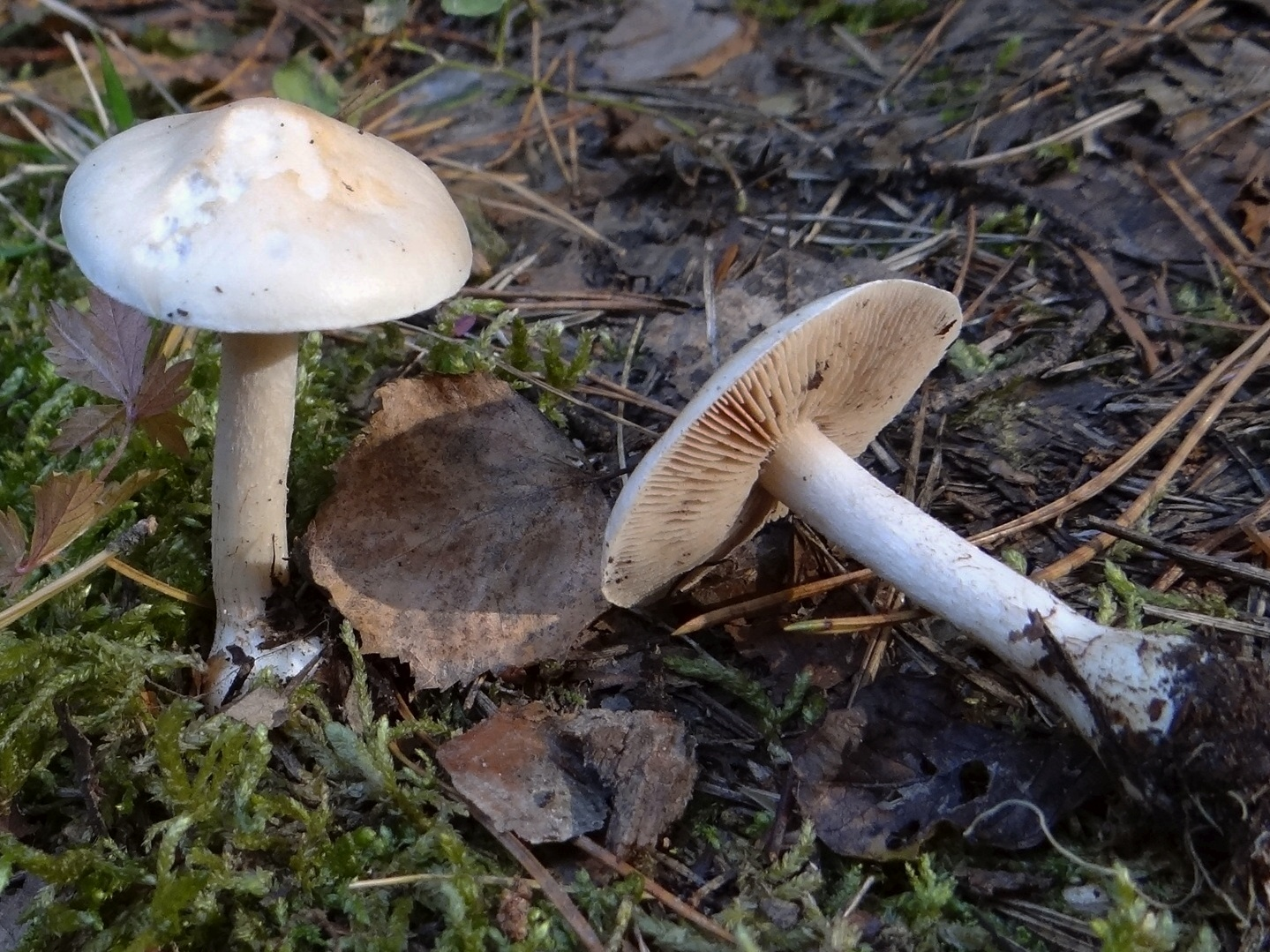
Hebeloma crustuliniforme
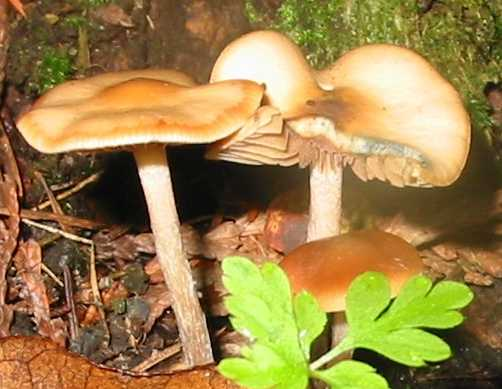
Panaeolus cyanescens
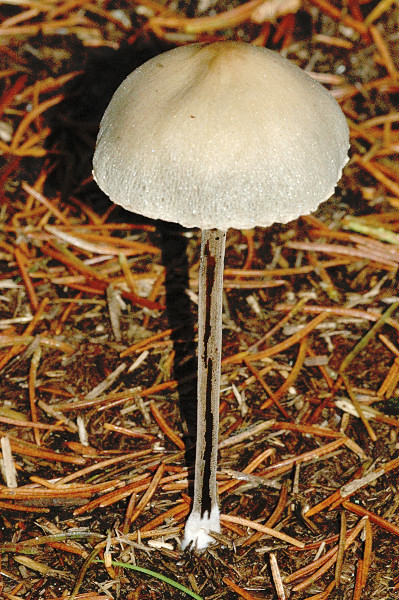
Panaeolus guttulatus
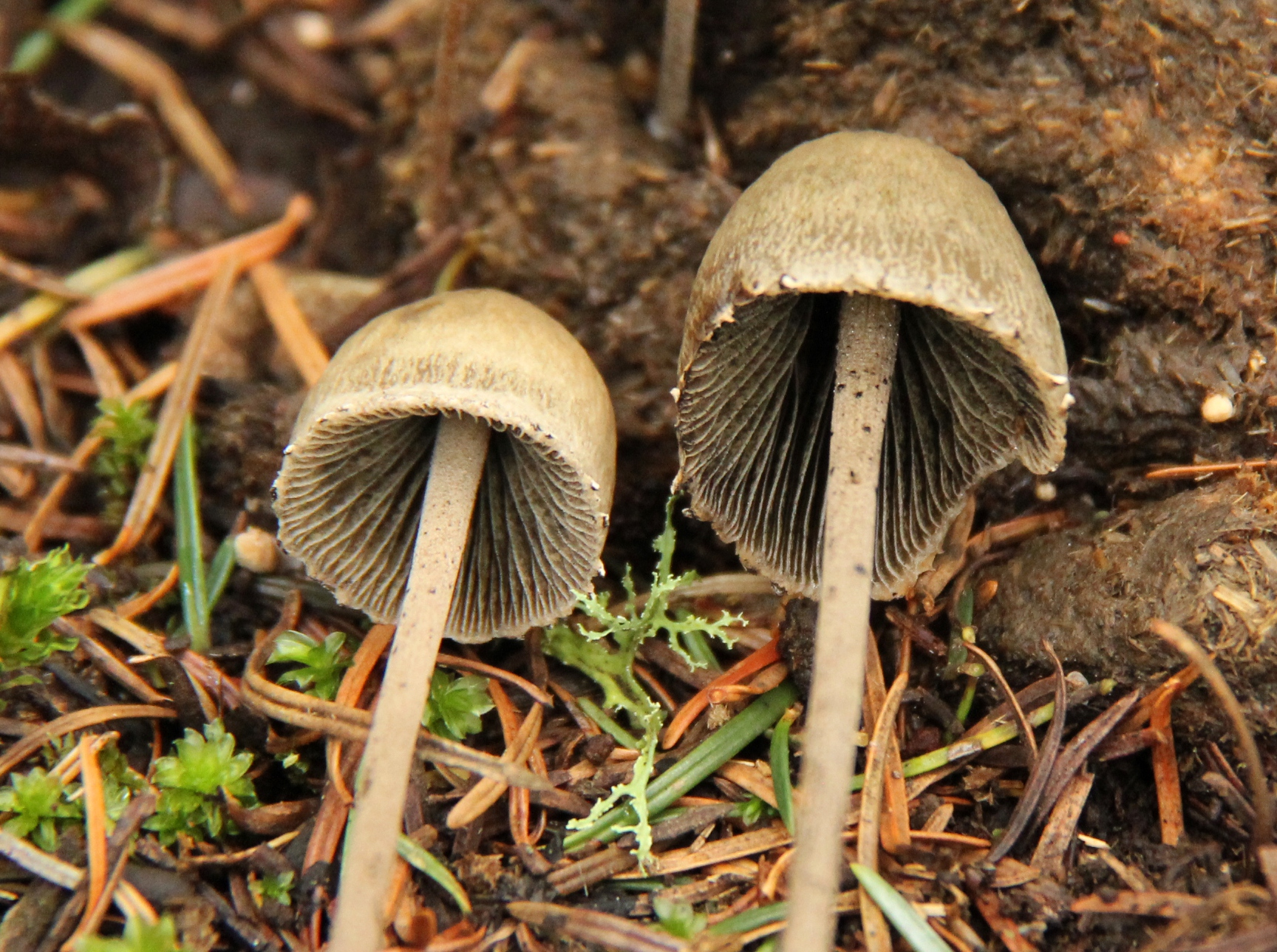
Panaeolus papilionaceus
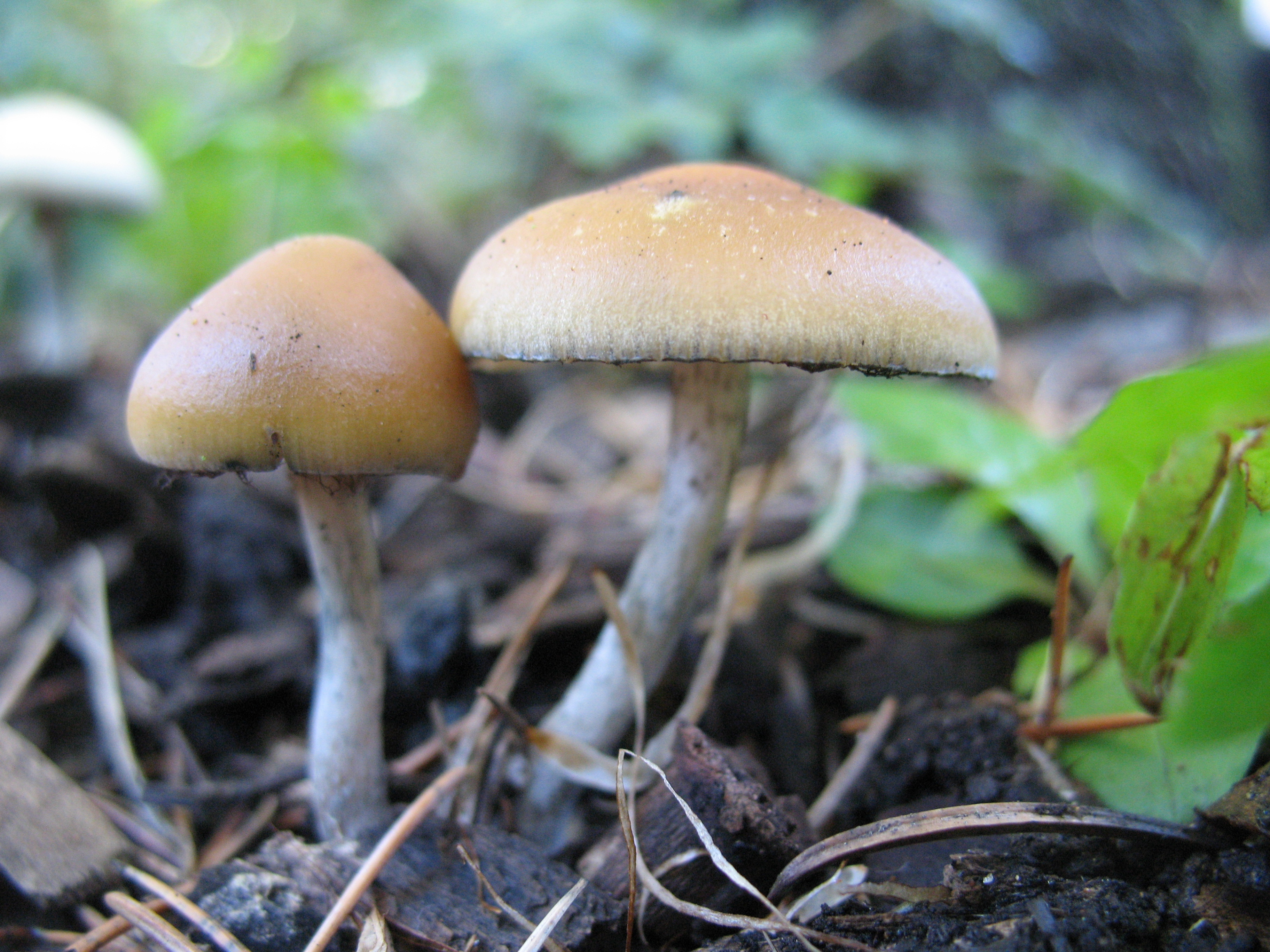
Psilocybe allenii sin. Psilocybe cyanofriscosa
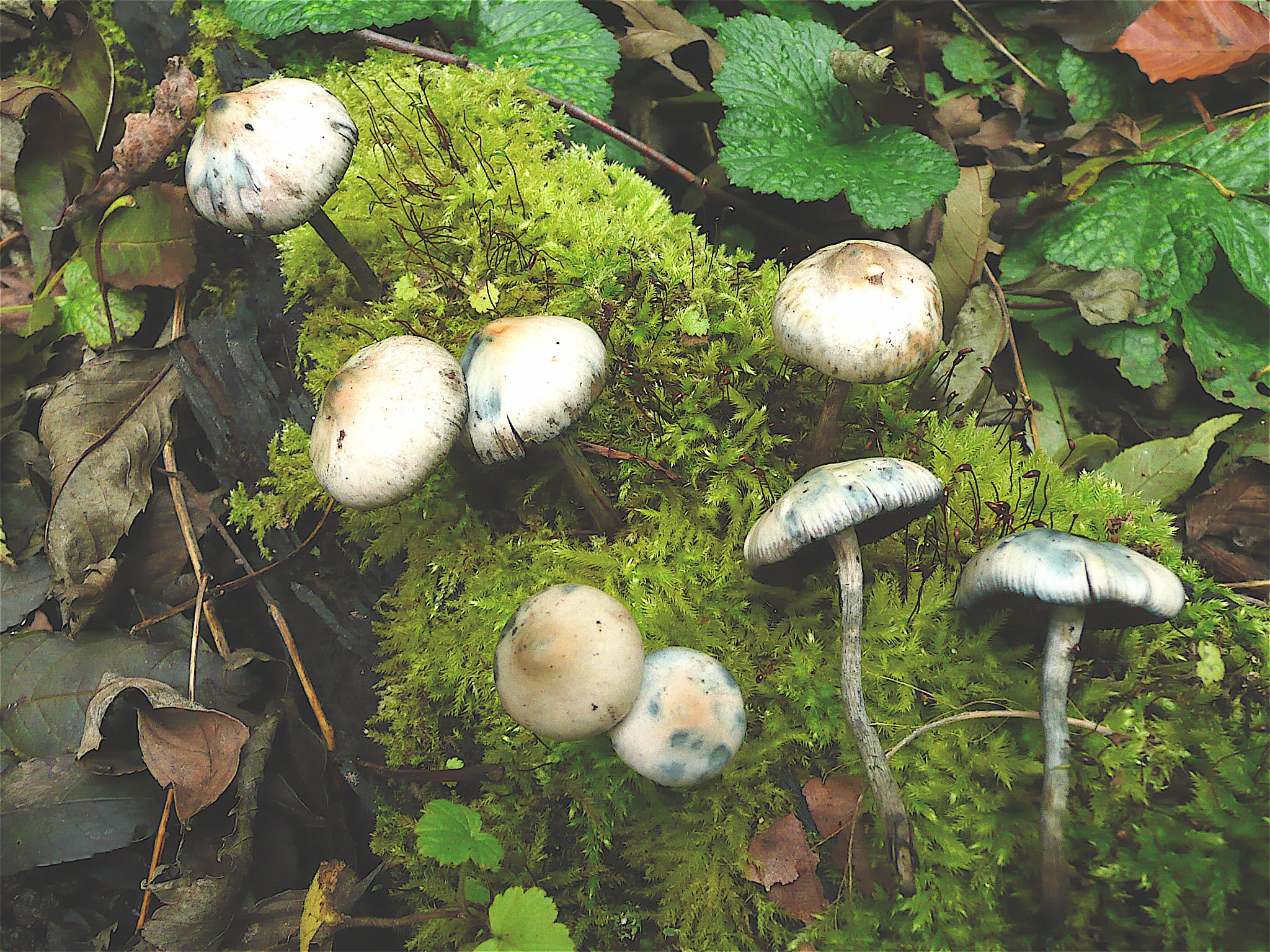
Psilocybe bohemica sin. Psilocybe serbica
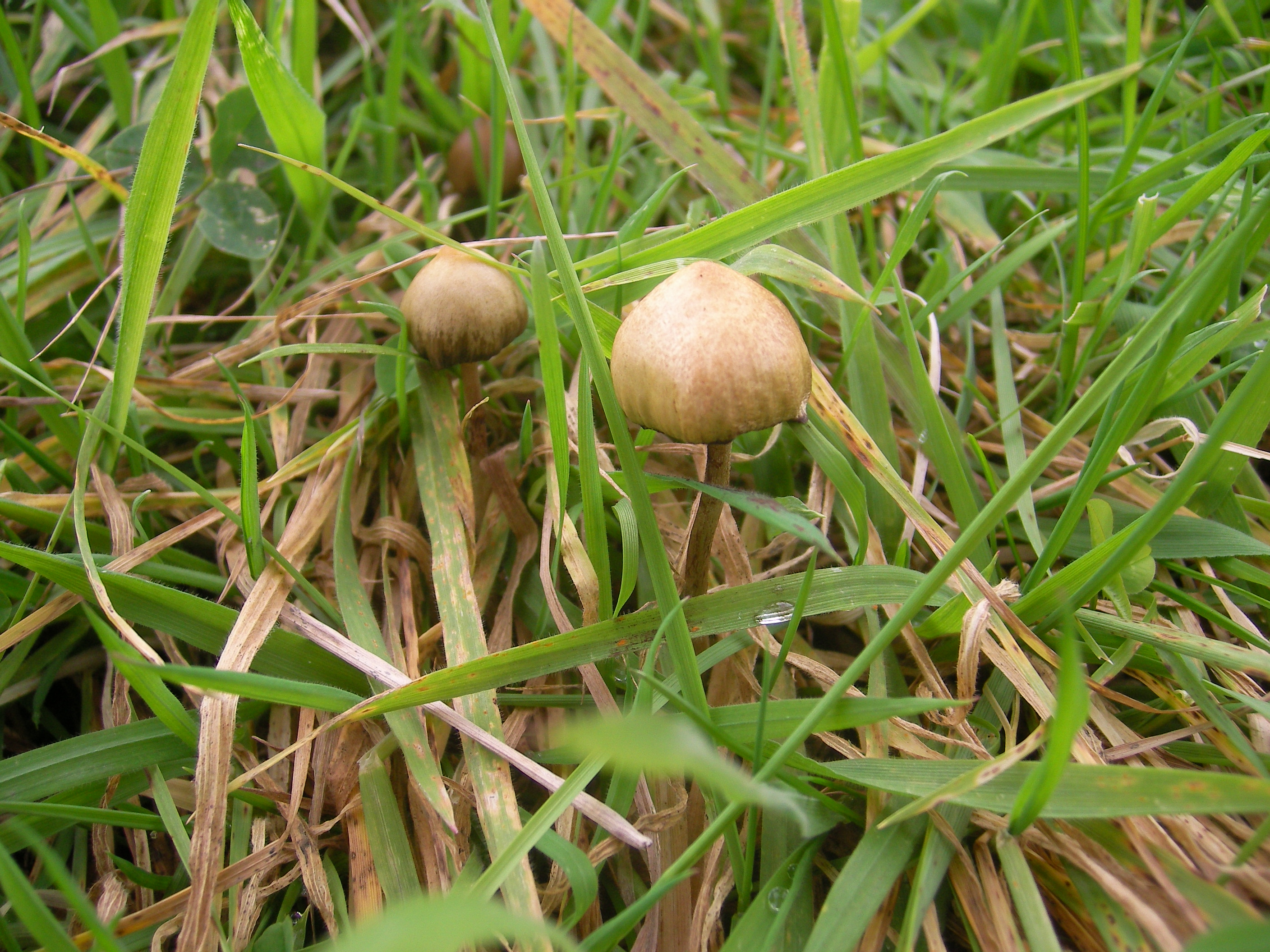
Psilocybe semilanceata sin. Panaeolus semilanceatus
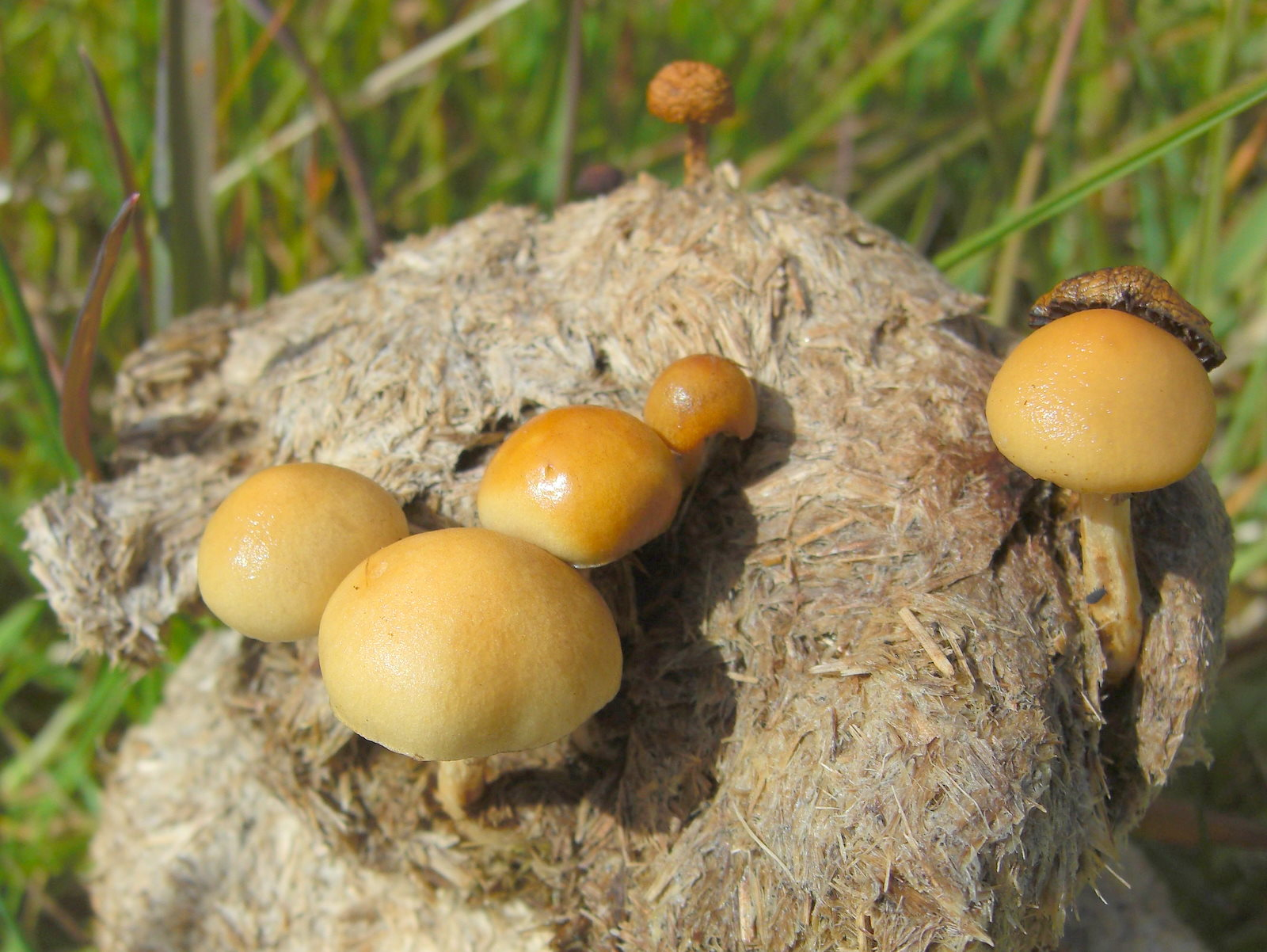
Stropharia semiglobata sin. Protostropharia semiglobata

## Cultivare

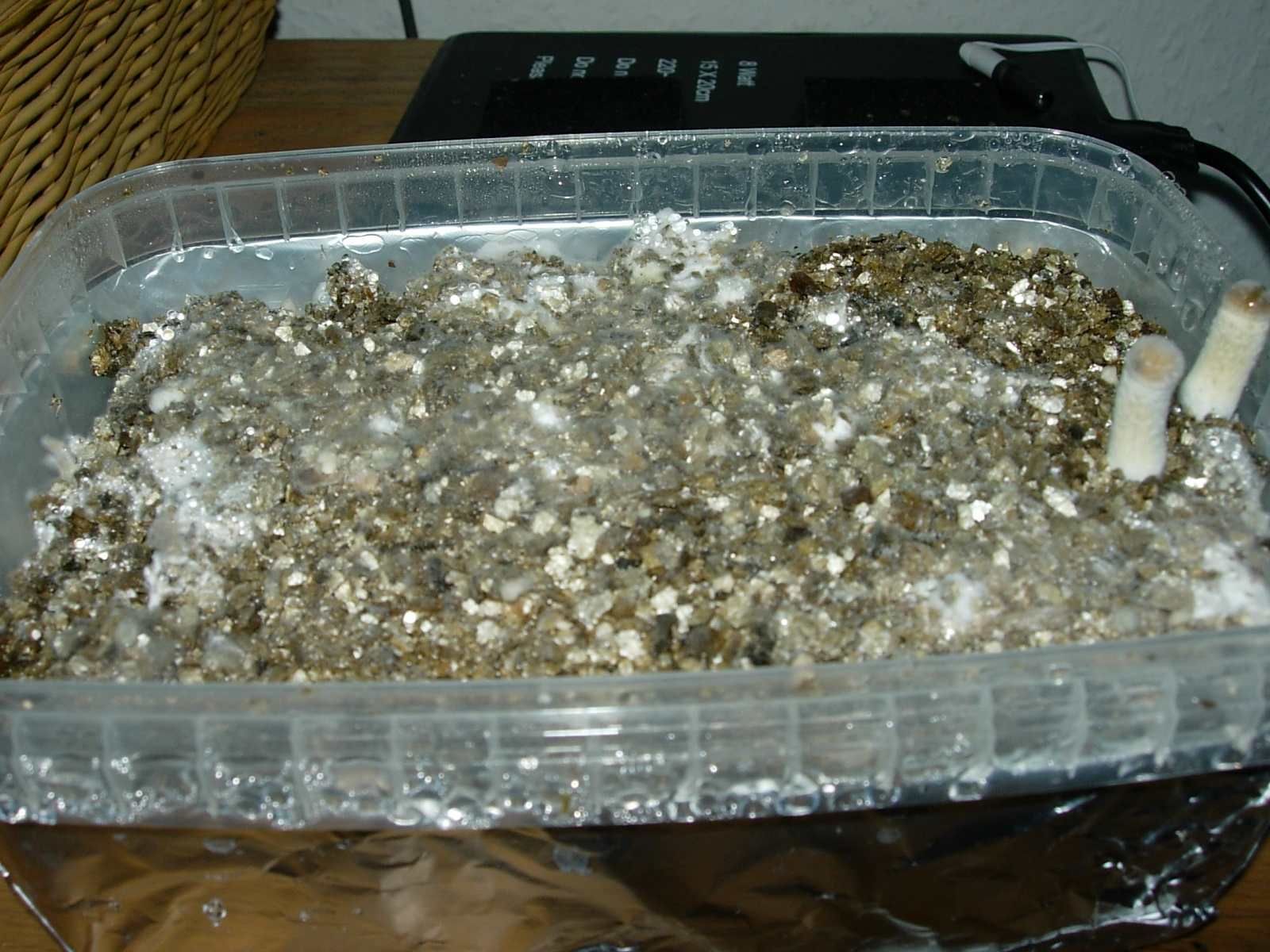
Substrat inoculat

Tehnica PF-Tek a făcut creșterea acestei ciuperci foarte ușoară, folosind materiale disponibile tuturor. Metoda de creștere prezentată este bazată pe PF-Tek, dar include câteva modificări testate în timp. 
Se folosesc borcane cu gura deschisă sau pahare de băut mai mari (fiind să fie drepte și fără umeri pentru a putea scoate “prăjitura” din borcan întreagă în momentul în care este colonizată) și substrat format din mineralul Vermiculit (dă substratului o structura aerisită), faină de orez natural (brun) sau secară și apă. Apa folosită pentru prepararea substratului ar trebui să aibă calitatea apei de băut. Substratul este amestecat, sterilizat și apoi inoculat cu spori de ciuperci cu o siringă de plastic cu acul atașat conținând 10cc-12cc de apa cu spori. După ce substratul este colonizat complet, creșterea propriu-zisă are loc într-un container de plastic. Din momentul cultivației pe substrat preparat artificial, se creează condiții care, nu numai că favorizează creșterea ciupercilor dar și a unui imens număr de alte organisme, multe dintre ele dăunătoare sănătății. Pentru a fi siguri că numai ciuperca aleasă este cultivată, este de o mare importanță asigurarea curățeniei în toate procedurile legate de aceasta.

## Toxicitate

Psilocibină: formulă structurală

Psilocină: formulă structurală

Structura moleculei nu a fost stabilita până in 1958, când au fost izolate principiile active ale acestor ciuperci, de către Albert Hoffman la Sandoz Pharmaceuticals. (Cu câțiva ani înainte, Hoffman sintetizase cu succes LSDul.) Ingredienții psihoactivi ai acestei ciuperci halucinogene sunt psilocina și psilocibina. Psilocina (4-fosforil-N,N-dimetiltriptamina) este esterul fosforic al 3-[2-(dimetilamino)etil]-1H-indol-4-ol. Psilocina, analogul 4-hidroxil al psilocibinei, este obținut prin defosforare metabolică.  Psilocina este forma activă la nivelul sistemului nervos central și la doze egale este mult mai potentă decât psilocibina. Cele doua substanțe fac parte din clasa derivaților de triptofan. Psilocibina (4-fosforil-N2-N-dimetiltriptamină) este compusă din 50,7% carbon, 6% hidrogen, 9,9% azot, 22,5% oxigen și 10,9% fosfor; formula moleculară este C12H17N2O4P. Psilocina, analogul 4-hidroxil al psilocibinei (4-hidroxil-N2-N-dimetiltriptamină) are formula moleculară C11H16N2O și este obținută prin defosforare metabolică. Psilocina este forma activă la nivelul sistemului nervos central și la doze egale este mult mai potentă decât psilocibina. Psilocibina are un conținut mediu de 10 mg/g în ciupercile proaspete, ceea ce reprezintă o doza destul de mare. Psilocina este de 1,5 ori mai potenta decât psilocibina, însă, pentru că psilocibina se oxidează mai lent, cele doua substanțe contribuie în mod egal la efectul creat.
O intoxicație acută cu psilocibină (la o doza de 10-20 mg p. o.), produce alterarea stării de conștientă. Aceasta stare este marcată de un efect stimulator al abilității de introspecție și alterarea funcției psihice cu îndreptarea acesteia către procesele primare freudiene. Apar iluzii, sinestezie, activări afective precum alterarea perceperii timpului și spațiului. Din simptomele fizice a unei intoxicații acute se pot enumera: midriază, creșterea alurii ventriculare, hipotensiune, tahicardie, tremor, greață și vomit. Auto-periclitarea precum riscul de violență și autoagresivitate este mare, astfel și accidentarea de persoane neimplicate.
Tratamentul intoxicației acute constă în administrarea medicației simptomatice (administrare de glucoză, observare, stabilizare circulatorie, sedare doar în cazurile cu manifestări violente).Este foarte important de ținut cont și de faptul că un amestec de substanțe psihoactive (cafea, alcool, cannabis, psilocybin, sedative, antidepresive, opioide, etc.)  poate duce la un efect cumulativ din care pot rezulta experiente neplacute, traumatice sau chiar tragice. 
Intoxicațiile mortale datorate direct ingestiei acestei ciuperci halucinogene sunt foarte rare, dar au avut loc: în ultima sa lucrare, din 2002, neuropatologul american Steven B. Karch estimează că aproximativ 5 cazuri au fost publicate în ultimii 50 de ani. În plus, decese indirecte (traumatisme mortale in timpul halucinațiilor) există, dar nu au fost investigate cu toate că consumul de ciuperci era cunoscut.
Efectul este asemănător cu cel al LSD-ului. Psilocibina interacționează cu neurotransmițătorii serotoninergici, și nu cu receptorii dopaminergici spre deosebire de LSD.

## Utilizare tradițională
În general, substanțele halucinogene au jucat un rol fundamental pentru majoritatea civilizațiilor cunoscute. Cercetările arheologice au evidențiat universalitatea utilizării acestora de către oamenii preistorici in scop religios (de către șamani), inițiatic (rituri inițiatice sau rituri de pasaj) si terapeutic. Cercetările istorice raportează utilizarea substanțelor halucinogene in Mesopotamia, India, Persia, Africa, China, Japonia, Europa și America precolumbiană. Anumiți antropologi sunt de părere că aceste substanțe au ocupat un rol social central și au contribuit chiar la dezvoltarea „culturii” anumitor civilizații.
În 1977, botanistul american Ernie George Wasson (n. 1950) a emis o ipoteză potrivit căreia cultul zeiței Demetra, zeița fertilității si a recoltelor, care era celebră în Eleusis, oraș din Attica unde aveau loc manifestări  religioase, implică utilizarea ciupercilor halucinogene. In urma săpăturilor arheologice, au fost descoperite basoreliefuri datând din anul 400 ÎdC, care o înfățișează pe Demetra înmânând o ciupercă, asemănătoare cu Psilocybe cubensis, fiicei sale Persephona. 
Această specie este considerată entuziasmară, astfel o serie de culturi tradiționale văd în ea un efect  terapeutic, spiritual și mistic. Astfel, în Oaxaca, în Mexic, ciupercile sunt folosite de șamanii, unde sunt poreclite „Bureții Sfântului Isidor și șamanii din Mazateco, îl numesc di-shi-tjo-le-rra-ja, ce înseamnă literalmente „divin burete de fumat”.

## Utilizare în medicină
Două studii noi sugerează că drogul psihedelic psilocibină, găsit în ciupercile halucinogene, poate vindeca depresia și anxietatea care se dezvoltă la pacienții bolnavi de cancer și ar putea pava drumul către o revoluție în psihiatrie. Două echipe independente de la Universitățile Johns Hopkins și State University of New York au investigat optzeci de pacienți care sufereau de depresie sau anxietate cauzată de cancer. După o singură doză de psilocibină, între șaizeci și optzeci de procente dintre pacienți au experimentat reducerea simptomelor, ceea ce a dus la îmbunătățirea calității vieții lor pe șase luni sau mai mult.
Au mai existat descoperiri similare de dezvoltare emoțională pozitivă după utilizarea de ciuperci și la persoanele sănătoase, iar acum se fac multe teste cu psilocibină pentru tratarea depresiei și a dependenței de fumat.

## Forme de comerț și utilizare ca drog
Drogurile halucinogene sunt utilizate din mai multe motive, cel mai frecvent invocat fiind acela că aceste produse induc un nou mod de a vedea lumea, de a considera problemele personale. Piața drogurilor oferă nenumărate alternative, de la comercializarea unor kituri care conțin spori pentru cultivarea ciupercilor halucinogene și informațiile necesare a cultivării, până la vinderea unor ciuperci nehalucinogene amestecate cu mici cantități de LSD sau PCP (Pentaclorfenol). Cultivarea pentru scopuri neștiințifice este interzisă în apropo toate țările lumii (excepție de exemplu Brazilia),  astfel și în România și sunt persecutate penal (vezi mai jos). 
Mierea și ciocolata sunt folosite de către utilizatori pentru transportul și exportul ciupercilor halucinogene. Conservarea acestora în miere oferă o mai buna păstrare a principiilor active decât uscarea sau conservarea prin îngheț.
Ciupercile sunt consumate proaspete sau uscate, sub forma de bucăți mărunțite, pudră sau amestecate cu diverse băuturi. Sunt comercializate pe piața ilicită a drogurilor sub denumirea de psilocibină și se pot prezenta de asemenea sub forma de comprimate sau capsule care conțin o pudră de culoare galben-brună. Psilocibina, precursorul chimic esențial al psilocinei alcaloide psihedelice, are un punct de aprindere scăzut de 523,4 ° C. Dacă temperatura este mai ridicată, psilocibina este distrusă, motiv pentru care ciupercile își pierd eficacitatea. Problema: o țigară sau o pipă ating o temperatură de ardere mult mai mare, ajungând cu ușurință la 800-900 ° C. De aceea, ciupercile care această substanță, uscate și fărâmițe precum amestecate cu tutun nu vor avea efectele scontate la fumat, dar ele pot fi, măcinate fin, prizate.

## Jurisprudență
În România, psilocina și psilocibina sunt incluse în Tabelul 1 (drogurilor de mare risc) prin „Convenția asupra substanțelor psihotrope” ONU din 21 februarie 1971, privind substanțele psihotrope (în vigoare de la 30 decembrie 1992).
Cultivarea, producerea, fabricarea, experimentarea, extragerea, prepararea, transformarea, oferirea, punerea în vânzare, vânzarea, distribuirea, livrarea cu orice titlu, trimiterea, transportul, procurarea, cumpărarea, deținerea ori alte operațiuni privind circulația drogurilor de mare risc, fără drept, se pedepsesc cu închisoare de la câteva luni până la mai mulți ani și interzicerea unor drepturi, depinde dacă este pentru săvârșirea infracțiunii de deținere de droguri de risc pentru consum propriu, fără drept sau pentru săvârșirea infracțiunii de introducere în țară de droguri de risc și/sau traficului cu ele, fără drept.